# Lymeon yanegai
Lymeon yanegai là một loài tò vò trong họ Ichneumonidae.